# Громов (хутор)
Гро́мов — хутор в Ахтубинском районе Астраханской области, входит в состав Пологозаймищенского сельсовета.

## Физико-географическая характеристика
Хутор расположен на берегу реки Затон в бассейне реки Ахтубы. Расстояние до Астрахани составляет 278 километров (до центра города), до районного центра города Ахтубинска — 21 километра, до административного центра сельского поселения села Пологое Займище — 15 километров.
Климат резко континентальный, с жарким и засушливым летом и бесснежной ветреной, иногда с большими холодами, зимой. Согласно классификации климатов Кёппена-Гейгера тип климата — семиаридный (индекс BSk).

## Население
| 2002 | 2010 |
| ---- | ---- |
| 14   | ↗23  |

Большую часть населения составляют кумыки.